# Ист Нортпорт (Њујорк)
Ист Нортпорт (енгл. East Northport) насељено је место без административног статуса у америчкој савезној држави Њујорк.

## Демографија
По попису из 2010. године број становника је 20.217, што је 628 (-3,0%) становника мање него 2000. године.
| Група             | 2000.          | 2010.          |
| Белци             | 19.134 (91,8%) | 17.888 (88,5%) |
| Афроамериканци    | 189 (0,9%)     | 170 (0,8%)     |
| Азијати           | 475 (2,3%)     | 575 (2,8%)     |
| Хиспаноамериканци | 814 (3,9%)     | 1.354 (6,7%)   |
| Укупно            | 20.845         | 20.217         |